# 月形洗蔵
月形 洗蔵（つきがた せんぞう、文政11年5月5日（1828年6月16日） - 慶応元年10月23日（1865年12月10日））は江戸時代末期（幕末）の福岡藩士。薩長同盟の起草文を考案し、早川勇（早川養敬）と共に斡旋している。

## 生涯

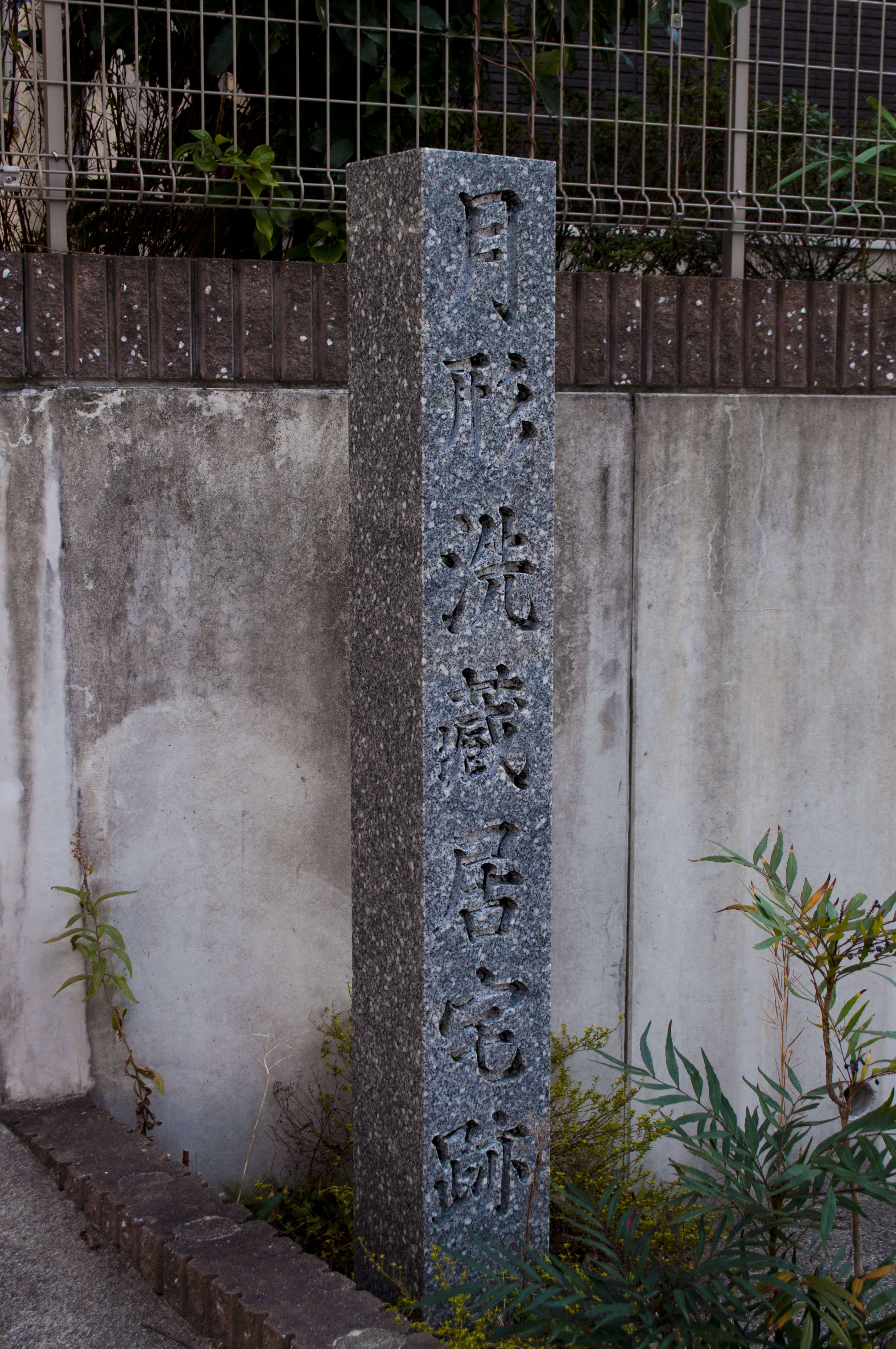
居宅跡（福岡市中央区赤坂3丁目）

文政11年（1828年）、福岡藩の藩儒・朱子学者月形深蔵（漪嵐）の長男として誕生。祖父月形質・叔父に長野誠・従弟に月形潔がいる（父・深蔵の末弟・春耕の子）。福岡藩士魚住明誠に経学を、叔父長野誠に兵学を学ぶ。
嘉永3年（1850年）に父・深蔵の家督を継ぎ、馬廻役から大島（福岡県宗像市大島）の定番となるも辞職し、尊皇攘夷運動に身を投じる。万延元年（1860年）5月、藩主・黒田長溥が参勤交代を行うに際し、尊王論の立場から述べた建白書を提出、さらに8月には藩の汚職を批判する建言を行った。
このことから11月に捕縛され、翌年の文久元年（1861年）に家禄没収の上、御笠郡古賀村（現・筑紫野市古賀、上古賀）に幽閉される（辛酉の獄）。 
文久3年（1863年）6月には藩執政の加藤司書の進言により帰宅するも、なお蟄居を命ぜられ、屋外に出ることを禁じられた。八月十八日の政変の後、脱藩志士の平野国臣に出奔して共に決起して欲しいと持ち掛けられたが洗蔵はこれを断り、10月に永訣状を送り付けられている。
元治元年（1864年）5月、罪を許されて職に復し、町方詮議掛のち吟味役を命じられ、薩長2藩の融和および薩長同盟の起草に勤めた。第一次長州征討において福岡藩は征討中止を目指し、藩を挙げて長州周旋に務めたが、月形は五卿を説得して長州藩外への移転を実現し、征討中止に貢献した。慶応元年（1865年）には三条実美以下五卿が太宰府天満宮の延寿王院（太宰府市）に移る際、これを下関（山口県下関市）まで迎えに行き案内した。
しかし幕府が再度の長州征討を決定すると、反対勢力の佐幕派が復権して藩論が一変する。洗蔵は五卿転座の費用の藩の公金1500両使途不明で公金横領の罪を問われ、身柄を親類に預けられた後、同年10月23日に桝木屋（福岡県福岡市中央区唐人町）において海津幸一ら13名と共に斬首される（乙丑の獄）。明治31年（1898年）7月、贈正四位。墓所は月形家菩提寺の大凉山少林寺（福岡市中央区天神）

## 人物
- 西郷隆盛に「志気英果なる、筑前においては無双といふべし」と言われている。

## 関連作品
- 月形半平太 - 戯曲の主人公。月形洗蔵と武市半平太をモデルにしたと言われている。
- 葉室麟著『月神』角川春樹事務所、2013年

月形洗蔵を描いた月の章と従兄弟の月形潔を描いた神の章の二部作の歴史小説